# James Vanderbilt
James Platten Vanderbilt, född 17 november 1975, är en amerikansk manusförfattare.
Vanderbilt är ättling till Vanderbilt-familjen från New York, och han är son till Alison Campbell (född Platten) och Alfred Gwynne Vanderbilt III. Han växte upp i Norwalk, Connecticut och gick i en skola i New Canaan, Connecticut.

## Filmografi (i urval)
- 2003 – Darkness Falls
- 2003 – Basic
- 2003 – The Rundown
- 2007 – Zodiac
- 2010 – The Losers
- 2012 – The Amazing Spider-Man
- 2013 – White House Down
- 2014 – Robocop
- 2014 – The Amazing Spider-Man 2
- 2015 – Truth
- 2016 – Independence Day: Återkomsten
- 2018 – Slender Man
- 2022 – Scream
- 2023 – Scream VI
- 2023 – Murder Mystery 2
- 2024 – Abigail